# Stefan Evertz
Stefan Evertz (* 27. September 1974 in Löffingen, Hochschwarzwald) ist ein deutscher Schauspieler, Synchronsprecher und Dialogbuchschreiber.

## Leben
Stefan Evertz studierte von 1996 bis 2002 Germanistik und schloss mit dem Diplom ab. Er nahm von 1999 bis 2012 Schauspielunterricht und legte 2004 die Bühnenreifeprüfung ab.

## Filmographie (Auswahl)
- 2001: Das Sams
- 2002: Alles Liebe
- 2005: Reblaus
- 2009: SOKO München
- 2011–2012: Der kleine Ritter Trenk
- 2013: Hubert und Staller
- 2015: Weihnachts-Männer
- 2016: Warum Siegfried Teitelbaum sterben musste

## Synchronisierungen (Auswahl)
- 2008: Asterix bei den Olympischen Spielen
- 2013: Enemies – Welcome to the Punch
- 2015: Lifjord – Der Freispruch (Dialogbuch)
- 2011–2021: Last Man Standing (Dialogbuch)
- 2017–2018: GLOW (Dialogbuch)
- seit 2019: Dead to Me (Dialogbuch)